# Departamento San Martín (San Juan)
San Martín es un departamento de la provincia de San Juan, ubicado al centro sur de la misma, aproximadamente en el centro de la región de Cuyo, en sector noreste del Valle del Tulúm aproximadamente al centro oeste de Argentina.
Este departamento posee un superficie de 435 km², donde se desarrolla un paisaje serrano hacia el este y otro, hacia el oeste, de casi nula pendiente y muy escasos accidentes orográficos, concentrándose allí más de 10 000 habitantes, sustentados económicamente, en forma mayoritaria en actividades agrícolas, siendo el cultivo de la vid el que prima como monocultivo, aunque también se producen olivos, hortalizas y frutas. De la misma manera es un importante centro de producción de vino argentino, cuya elaboración de vinos tanto de mesa como alta gama poseen una trayectoria y prestigio muy notable.   
San Martín se ha destacado por formar parte de las Rutas del vino de San Juan y la ruta del turismo religioso en dicha provincia, puesto que aquí se encuentra el Santuario de Ceferino Namuncurá.

## Historia
Antiguamente las tierras que hoy ocupa el departamento San Martín, estaban habitadas por los Huarpes (indígenas que habitan la región de Cuyo). Su cacique era el "Cacique Angaco"; se dedicaban a la agricultura recolectaban frutos, raíces, etc. Practicaban la caza de guanaco y la pesca en la zona de lo que hoy es el río San Juan.
A la llegada de los realistas españoles en el siglo XVI, precisamente cuando se fundó San Juan de la Frontera el 13 de junio de 1562 de la mano de Juan Jufré, el cacique Angaco siguió siendo el jefe de la nación y su relación con los colonizadores era pacífica. Al ser esa relación pacífica la hija del cacique Angaco, Teresa de Asencio y Juan Eugenio de Mallea (amigo y vecino del fundador), se casaron, lo que recibieron como herencia los «Campos de Angaco» (actuales departamentos Albardón, Angaco y San Martín).
Dichas tierras permanecieron sin ser trabajadas por muchos años, ya que los españoles eligieron otros lugares para la plantación de sus cultivos. En el año 1815, año en que se encontraba gobernando José Ignacio de la Roza, se logró llegar a un acuerdo sobre la posesión de estos terrenos. En 1816 el Cabildo de San Juan, logró tener la posesión por completo de estos campos, eran seis mil cuadras, dentro de las cuales se retenían aquellas destinadas a la plaza, la capilla y el cementerio.
El origen tan común entre los departamentos Albardón, Angaco y San Martín, tendría su fin con la ley de 1869, en la que los tres se encuentran en forma diferente entre los 18 departamentos ya creados.
San Martín fue nombrado como "Angaco Sur", pero el 19 de septiembre de 1942, por una nueva ley, cambia por la denominación actual, en honor al libertador de América, General San Martín.Siendo la capital San Isidro, donde se erige todos los edificios políticos administrativos, sobre calle San Isidro a metros de calle Laprida donde se construye la primera parroquia en honor a San Isidro, santo patrono del departamento. 
Luego del terremoto de 1944 quedan destruidos los edificios de la 1.ª comisaría, el edificio municipal, la sala de primeros auxilios, correo, registro civil y la parroquia.Actualmente sobre dicho predio se levanta la escuela de educación especial A.R.A Gral. Belgrano y 'Club Sportivo San Isidro', la asociación civil más prestigiosa del departamento. La parroquia fue trasladada al Bº Independencia y el resto de los edificios político-administrativos a zona centro, sobre calle Sarmiento y Cruz Godoy

## Geografía

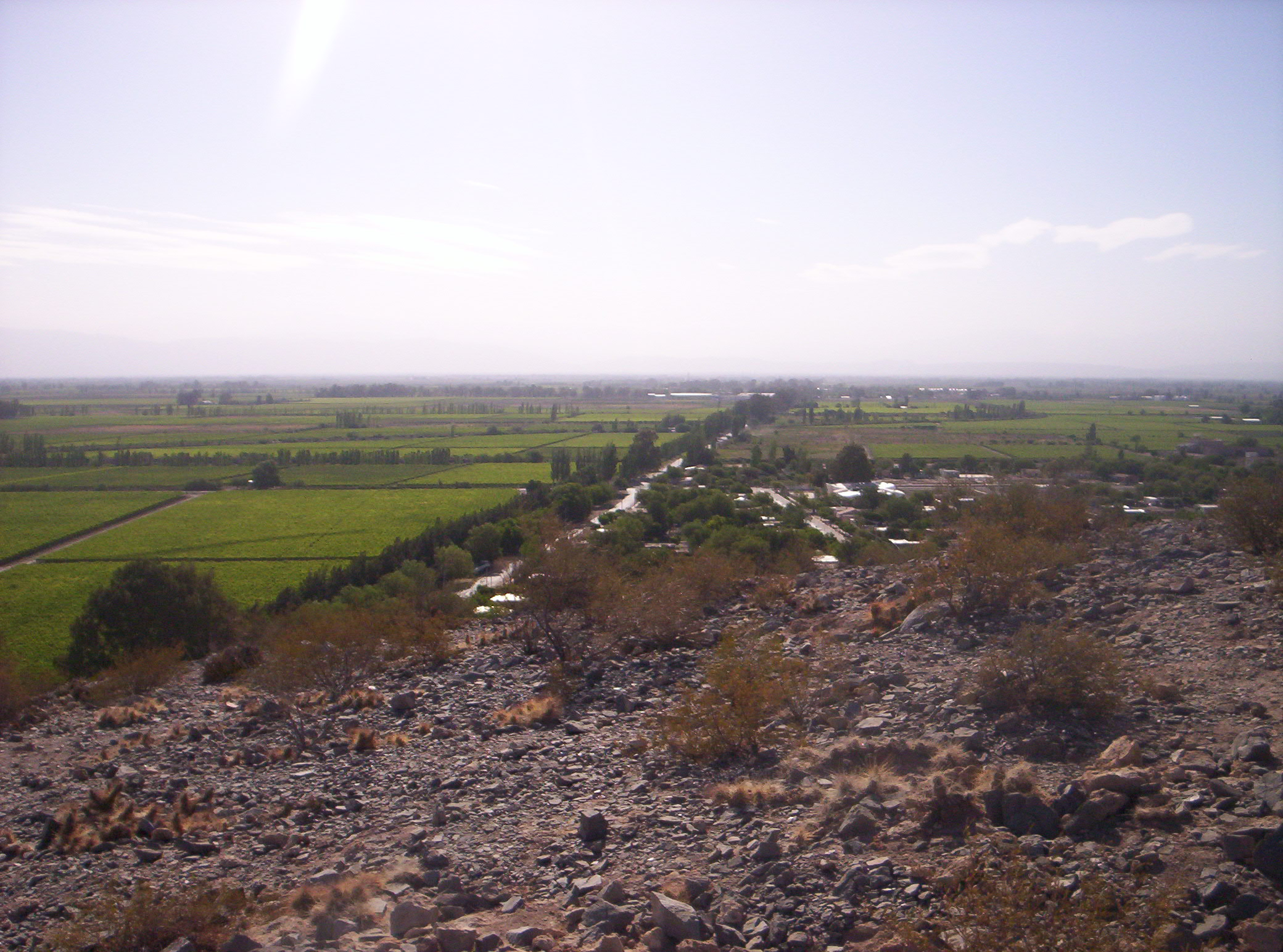
Vista del paisaje cultivado de San Martín desde la Sierra de Pie de Palo.

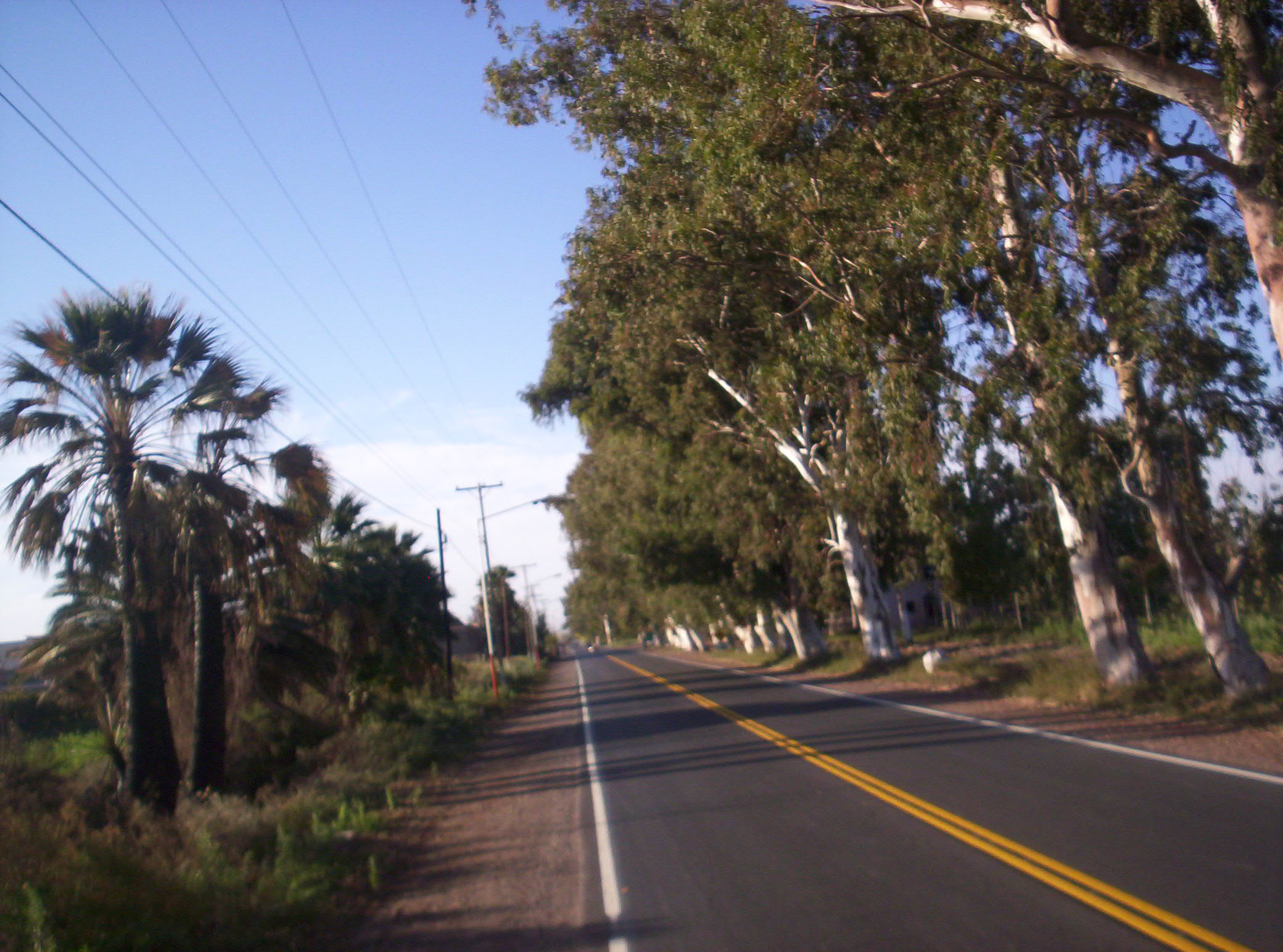
Vista a una típica calle de San Martín en el distrito de Dos Acequias.

El departamento San Martín se encuentra ubicado en el centro sur de la Provincia de San Juan, al este de la Ciudad de San Juan, a 18 kilómetros, posee una superficie de 435 kilómetros cuadrados, sus límites son: 
- Al norte con el Departamento Angaco
- Al sur con los de Caucete y 9 de Julio
- Al oeste con los de Santa Lucía, Chimbas y Albardón
- Al este con el de Caucete

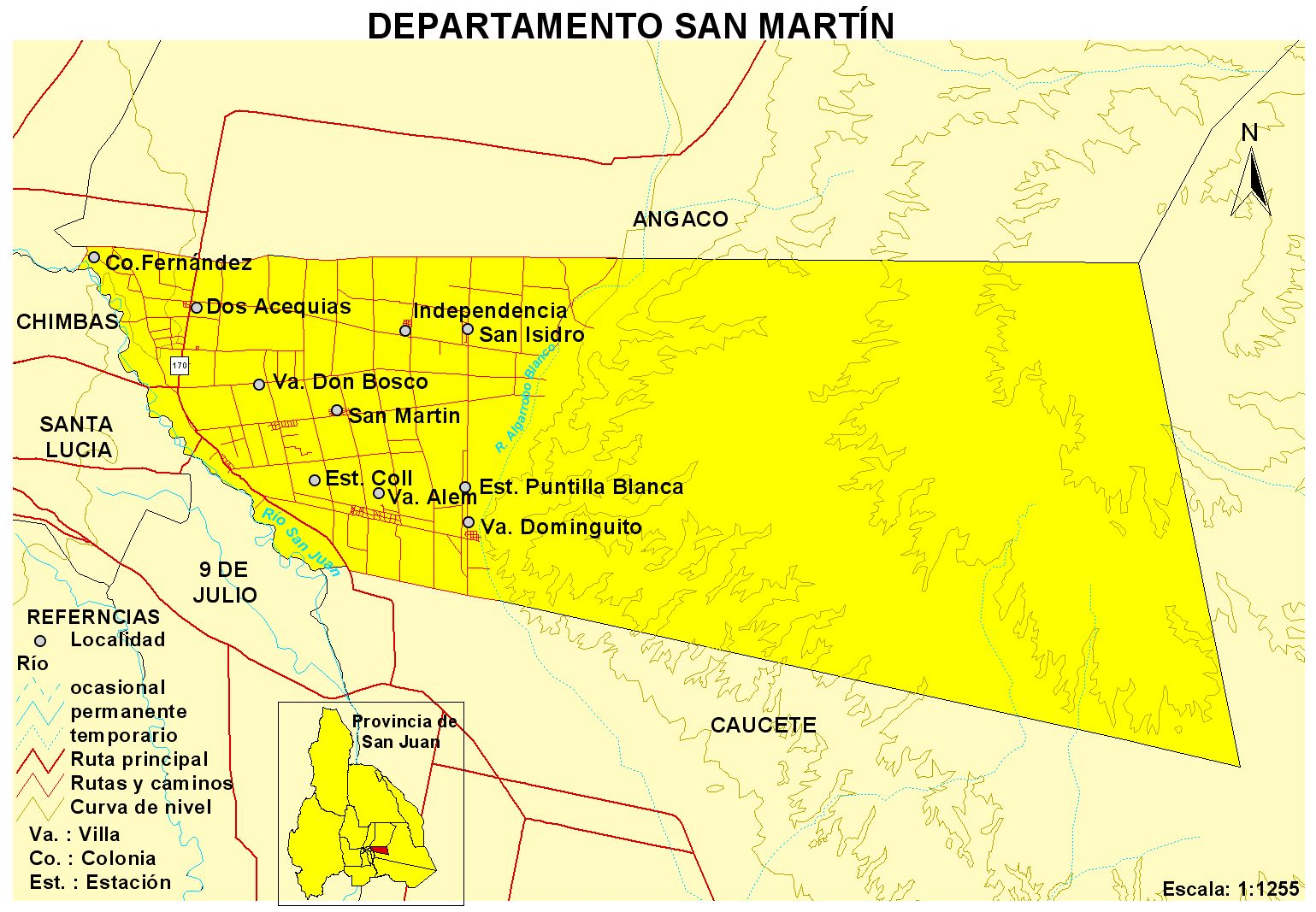
Mapa del departamento.

Este departamento tiene dos estructuras bien diferenciadas: al este se ubican las Sierras de Pie de Palo, que ocupa más de la mitad de su territorio, y al oeste el área que pertenece al Valle del Tulúm, donde la población se dedica a las actividades agrícolas, zona que es irrigada en forma artificial mediante canales. En el centro oeste, en el límite entre ambas zonas, se destaca una franja desértica y más hacia el oeste, límite entre los departamentos Santa Lucía y Chimbas se ubica el Río San Juan.
La flora está representada por jarillas, chañares y zampa. En el caso de la fauna abundan liebres, zorros, comadrejas, reptiles, insectos y arácnidos.
En el caso del clima la temperatura media anual es de 15 °C, en verano se registran temperaturas entre los 35 °C y hasta 40 °C, en invierno de 10 °C y hasta temperaturas bajo cero en la noche.
- Coordenadas 31°30′S 68°17′O / -31.500, -68.283

## Población
Según estimaciones del INDEC en 2001 tenía 10.689 habitantes, lo que logra encontrarse entre uno de los departamentos más despoblados de la provincia. 
El censo 2010 arrojó 11 115 habitantes.
Para el censo 2022 el departamento registró 15 037 habitantes; lo que representó un aumento en la cantidad de personas del 35,3% mayor que el crecimiento poblacional provinciala situado en 20,8%. Estos datos le valieron al departamento tener la tercera población que más creció de la provincia.
El departamento San Martín posee una irregularidad espacial, es decir que no posee una zona de mayor concentración de población a pesar de tener una cabecera, ya que sus poblados como San Martín (villa cabecera), Puntilla y San Isidro poseen la misma jerarquía desde el punto de vista comercial y de población.

## Economía

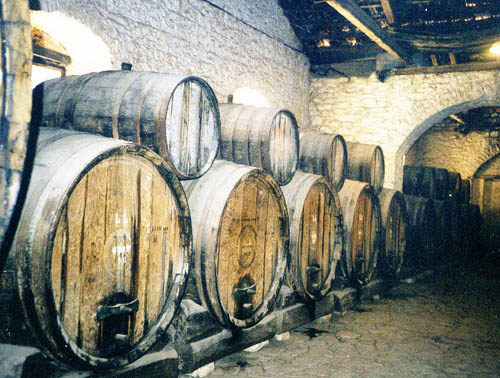
Industria del vino, la principal actividad económica del departamento.

Este departamento tiene como principal actividad económica a la agricultura; posee 5.690 hectáreas cultivadas, como primero y principal a la vid, cereales y forrajes (maíz y pasturas), hortalizas (cebolla, ajo, tomate), olivo, frutales (melón, ciruela, pistachos), otros (semilla de cebolla, aromáticas) y forestales.
Desde el punto de vista industrial en el departamento se realiza la industria del vino (vitivinicultura), en las bodegas, donde se destacan tales como: "Bodega Peñaflor, Bodega Bórbore y Bodega Cordero, que implica una gran demanda de mano de obra.
En el caso de la minería se destacan la explotación de la piedra laja sobre las sierra de Pie de Palo.

## Servicios
El departamento San Martín posee los servicios de luz eléctrica, agua potable y teléfono, en el caso de la educación hay establecimientos (escuelas), con los niveles inicial, EGB 1, 2, 3, polimodal y de capacitación laboral, la municipalidad, el Registro Civil y la Policía son los que constituyen el centro cívico departamental.
El comercio es escaso y la población se traslada hacia la ciudad y las vías de comunicación más importantes son la Calle Domingo Faustino Sarmiento (calle larga), la Calle Guillermo Rawson y la calle Godoy.

## Turismo

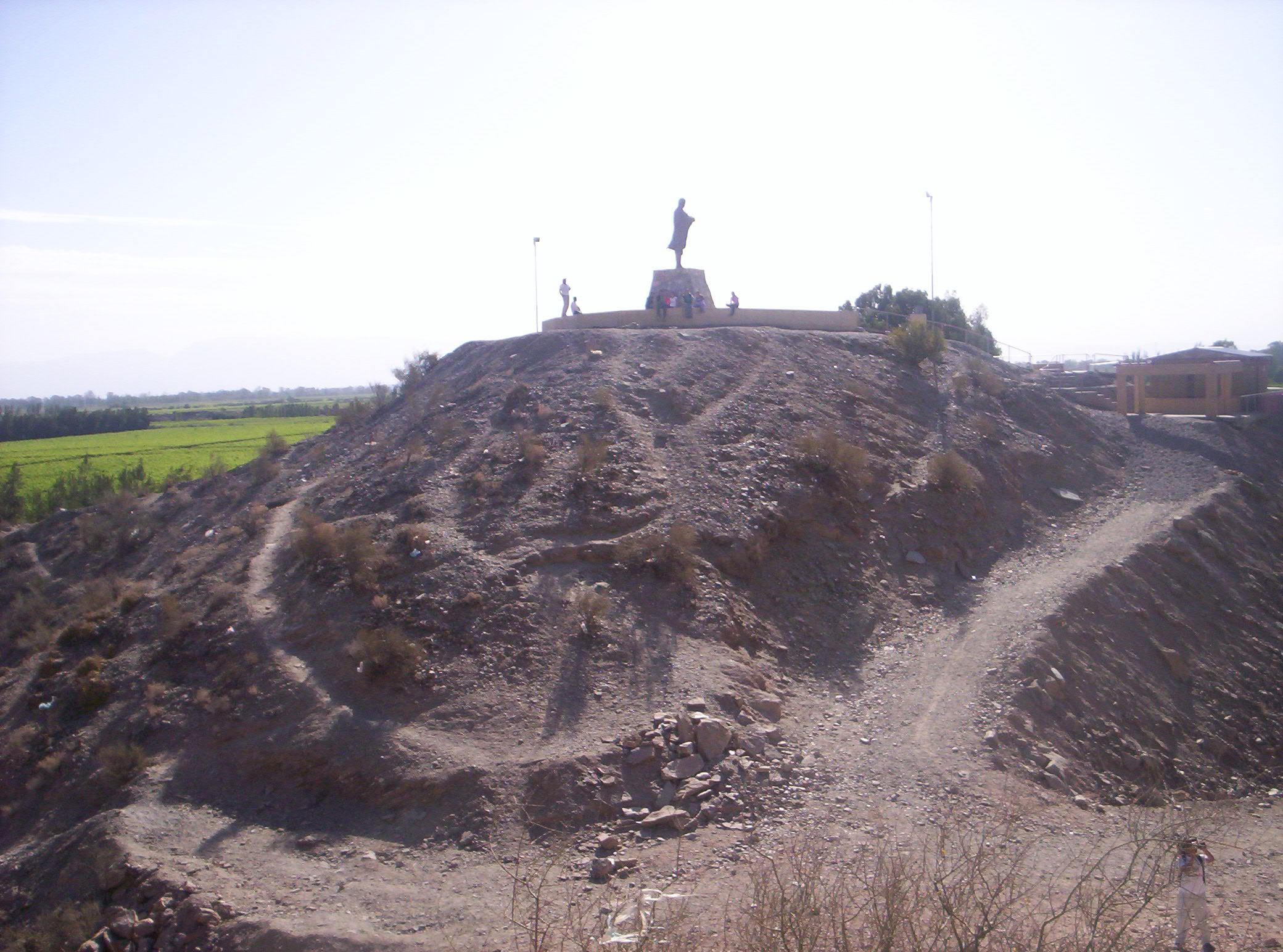
Vista del Monumento a Ceferino Namuncurá.

El Santuario de Ceferino Namuncurá, ubicado al este del departamento al pie de las sierras de Pie de Palo en la Villa Domiguito, es el principal atractivo, donde arriban numerosos devotos cada año. Las quebradas de la sierra de Pie de Palo son ideales para largas caminatas y el campamento municipal ofrece la posibilidad de acampar, descansar o recrearse.

## Fuente Consultada
- San Juan Nuestra Tierra - Ediciones Argentina